# Лупашку, Кэлин
Кэлин Лупашку (рум. Călin Lupașcu; род. 5 октября 2005, Кишинёв) — румынский и молдавский хоккеист, нападающий румынского «Стяуа».

## Биография
Кэлин Лупашку родился 5 октября 2005 года в молдавском городе Кишинёв.
Занимался хоккеем с шайбой в «Олимпии» из Плоешти.
В сезоне-2019/20 выступал в первенстве Румынии среди юношей до 16 лет за «Вииторул Хокеист» из Бухареста, в сезоне-2020/21 — за «Олимпию» из Плоешти. В сезоне-2021/22 играл в первенстве Румынии среди юношей до 18 лет за «Сучаву».
В том же сезоне дебютировал во взрослом хоккее в составе бухарестского «Стяуа». Провёл в чемпионате Румынии 18 матчей, набрал 6 (5+1) очков.
В сезоне-2022/23 сыграл за «Стяуа» 26 матчей, набрал 3 (2+1) очка и завоевал серебряную медаль. В сезоне-2023/24 на счету Лупашку 25 матчей и 4 (1+3) очка.
В сезоне-2022/23 сыграл на двух чемпионатах мира во втором дивизионе: в составе сборной Румынии среди юношей до 18 лет провёл 5 матчей, забросил 1 шайбу, в составе молодёжной сборной до 20 лет также сыграл 5 матчей.
В сезоне-2023/24 провёл 5 матчей во втором дивизионе молодёжного чемпионата мира, сделал 1 голевую передачу, завоевав золотую медаль.